# Спомен-чесма у Бољевцу
Спомен-чесма у Бољевцу подигнута је 1926. године и како пише на њој, посвећена је „славно палим херојима из Бољевца у ратовима за ослобођење и уједињење 1912—1918”. 
Спомен-чесма се налази у центру Бољевца на раскрсници две улице, поред градског парка. Састоји се од два дела, четвртастог каменог постоља и споменика у облику мермерне пирамиде.
Постоље је димензија 3x3m и висине 1,25m, озидана каменом правоугаоног облика. На постољу је постављена цев са славином, која је кад је отворена пропуштала снажан млаз воде. Бела мермерна четоространа пирамида је висине висине 4,5m, постављена је на основу од гранитних плоча, димензија 1,3x1,3m. 
На пирамиди са крстом на врху, постављене су четири сиве гранитне плоче. На плочи окренутој према западу, уклесан је текст: Славно палим херојима из Бољевца у ратовима за ослобођење и уједињење 1912—1918. Благо оном ко до века живи, имао се рашта и родити. На страни окренутој према истоку уклесан је стих: Вама који сте смело у ратовима умирали за слободу и за човечанска права! Слободу и уједињење то сте нам ви дали Нови Обилићи нека Вам је слава!. Следе имена 22 погинула војника. У подножју пирамиде, на истој страни, налазе се 10 фотографија.
На плочи окренутој према југу налази се стих: Не чекајте их! Неће више доћи, ма да за њима сирочићи туже! Они су пали! Садимо сад овде Босиљак, божур, поменак и руже!. Следи списак 24 погинула војника. На страни окренутој према северу налазе се имена 25 погинулих војника. Укупно их има 71.
У подножју пирамиде, на четири ивице, налазе се четири песме Миодрага Стојановића, ђака и учесника у отступници преко Албаније. То су песме Елегија, Од Саве до Драча, На Црној реци и Злочин. Песме су прекривене стаклом, тако да су заштићене од кише.
На постољу око пирмаиде постављени су ниски бетонски стубови повезани ланцима. Чесма је ограђена бетонским стубовима и плетеном жицом.
Спомен-чесму су подигле породице погинулих војника, у заједници са осталим становницима Бољевца. 

## Напомена
1. ↑  Страница је написана уз помоћ документа добијеним од Културно-образовног центра Бољевац.